# Vassili Schpundov
Vassili Schpundov (en lituanien Vasilijus Špundovas), né le 13 janvier 1965 à Vilnius,  est un coureur cycliste lituanien et soviétique des années 1980.
Essentiellement adepte de la piste, Vassili Schpundov est issu de l'école cycliste de la piste de Klaipėda, alors en République socialiste soviétique de Lituanie. Il commence sa carrière cycliste très jeune et à l'âge de 17 ans, en 1982, il remporte avec l'équipe de l'URSS le titre de champion du monde juniors de poursuite par équipes. En 1986 et 1987, comme le font fréquemment les "pistards" soviétiques, il participe à plusieurs courses sur route.

## Palmarès sur piste
- 1982
  -  Champion du monde junior de poursuite par équipes (avec Vladimir Diatchenko, Armand Freymanis et Valeri Grinskovski)
- 1984
  -  Champion d'Union soviétique de poursuite par équipes (avec Marat Ganeïev, Valeri Movchan et Alexandre Krasnov)[2]
- 1984
  -  Médaillé d'argent de la poursuite par équipes aux Jeux de l'Amitié (avec Marat Ganeïev, Valeri Movchan et Alexandre Krasnov)
- 1985
  -  Médaillé de bronze du championnat du monde de poursuite par équipes amateurs (avec Viatcheslav Ekimov, Marat Ganeïev et Alexandre Krasnov)
- 1986
  - 2e du championnat d'URSS de poursuite individuelle[3]
  - 2e du championnat d'URSS de poursuite par équipes (avec Gintautas Umaras, Artūras Kasputis et Vladimir Wastschula)[4]
  - 7e du championnat du monde de poursuite individuelle

## Palmarès sur route
- 1986
  - Prologue du Tour de Turquie
  - 2e du championnat d'Union soviétique du contre-la-montre par équipes (avec l'équipe nationale d'URSS de poursuite : Viatcheslav Ekimov, Gintautas Umaras et Sergeï Khmelinine)
  - 2e du Tour d'Égypte
- 1987
  - Prologue et 5e étape du Tour du Maroc
  - 2e du Tour du Maroc[5]